# ФРЕЛИМО
Фронт освобождения Мозамбика  (широко известен под аббревиатурой ФРЕЛИ́МО или Фрели́мо (порт. FRELIMO; Frente de Libertação de Moçambique) — первоначально леворадикальная политическая организация Мозамбика, затем значительно поправевшая в сторону социал-демократии. Возглавляла национально-освободительную борьбу во время Войны за независимость Мозамбика, после обретения которой остаётся правящей партией.

## История

### Создание
Созданная в Дар-эс-Саламе (Республика Танганьика, затем Танзания) 25 июня 1962 года организация, деятельность которой была направлена на достижение независимости Мозамбика, бывшего в то время колонией Республики Португалии. Была образована путём слияния нескольких действовавших в эмиграции революционно-демократических организаций: Демократического национального союза Мозамбика (UDENAMO), Мозамбикского национального африканского союза (MANU), Африканского союза независимости Мозамбика (UNAMI).
Первым председателем ФРЕЛИМО был социолог Эдуарду Мондлане (убит посредством бомбы португальской политической полицией ПИДЕ в 1969 году), его заместителем — пастор Уриа Симанго (в 1969 году исключён, в независимом Мозамбике казнён без суда).
Принятая на 1-м съезде в сентябре 1962 года программа ФРЕЛИМО поставила задачу ликвидации португальского колониализма и завоевания независимости как демократической республики; первоначально предполагалось добиваться этого мирными методами. Однако события наподобие учинённой португальскими колонизаторами бойни в Муэде убедили активистов организации в необходимости вооружённой борьбы, которую они развернули с сентября 1964 года.

### Война за независимость
В ходе войны отряды ФРЕЛИМО заняли значительную часть северного Мозамбика, создав там собственные органы власти, наладив производство товаров широкого потребления, открыв школы и санитарные посты. Второй съезд ФРЕЛИМО, состоявшийся в июле 1968 года на этих освобождённых территориях, принял решения о расширении национально-освободительной борьбы, социально-экономических и политических преобразований, о создании Освободительной армии и народной милиции.
В ФРЕЛИМО, помимо коренного африканского населения, также участвовали представители белой радикальной интеллигенции, а мулаты и выходцы из португальской Индии. Активным было участие женщин: война за независимость рассматривалась как отрицание «мракобесных, традиционалистско-феодальных и капиталистических практик», и освобождение женщин считалось «необходимой частью революции, гарантией её последовательности и предпосылкой её победы».
ФРЕЛИМО была признана Организацией африканского единства легитимными представителями мозамбикского народа. Пользовалась поддержкой Танзании Джулиуса Ньерере и ряда других деколонизированных африканских стран социалистической ориентации, а также СССР, «Восточного блока», КНР и социал-демократических правительств скандинавских стран. Члены организации проходили обучение в том числе в СССР в 165-м учебном центре по подготовке иностранных военнослужащих и в Алжире.
С 1970 года португальская армия перешла в контрнаступление в рамках операции «Гордиев узел» и ужесточила карательные операции против местного населения, что привело, в частности, к резне в Вирияму, где были убиты сотни мирных жителей. После десятилетия вооружённой борьбы, к 1974 году ФРЕЛИМО удалось взять под свой контроль до трети территории страны.
Однако основной причиной успеха фронта стало свержение в апреле 1974 года в результате «революции гвоздик» ультраправого правительства в Португалии. Новое революционное правительство взяло курс на отказ от колониальной политики, и после переговоров в Лусаке в сентябре 1974 г. между руководством ФРЕЛИМО и Португалией было достигнуто соглашение о предоставлении Мозамбику независимости (Лусакские соглашения).

### Тренировочные лагеря
| Перечень тренировочных лагерей ФРЕЛИМО и АНК | Перечень тренировочных лагерей ФРЕЛИМО и АНК | Перечень тренировочных лагерей ФРЕЛИМО и АНК | Перечень тренировочных лагерей ФРЕЛИМО и АНК |
| Название                                     | Инструктора                                  | Инструктора                                  | Инструктора                                  |
| Название                                     | китайские                                    | кубинские                                    | советские                                    |
| -------------------------------------------- | -------------------------------------------- | -------------------------------------------- | -------------------------------------------- |
| Конгва                                       | ☑                                            | ☑                                            |                                              |
| Мбея                                         | ☑                                            | ☑                                            |                                              |
| Морогоро                                     | ☑                                            | ☑                                            |                                              |
| Нанчингвея                                   | ☑                                            | ☑                                            |                                              |
| Мбамба-бей                                   | ☑                                            | ☑                                            | ☑                                            |
| Сонгея                                       | ☑                                            | ☑                                            | ☑                                            |
| Нвала                                        | ☑                                            | ☑                                            | ☑                                            |
| Тундуру                                      | ☑                                            | ☑                                            |                                              |
| Масаси                                       | ☑                                            | ☑                                            |                                              |
| Китангари                                    | ☑                                            | ☑                                            |                                              |
| Мтвара                                       | ☑                                            | ☑                                            |                                              |

Морогоро служила штаб-квартирой и командным центром АНК. С Мбаса-бей, Сонгеи и Нвалы осуществлялись рейды в северный Мозамбик.

### Правящая партия

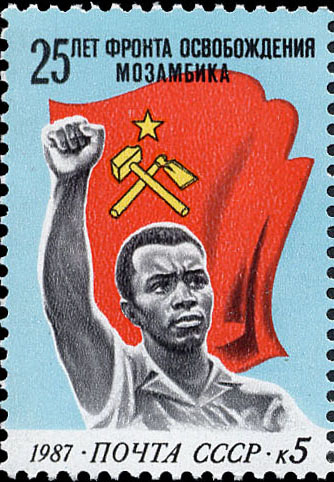
Почтовая марка СССР, посвящённая 25-летию Фрелимо, с флагом этой партии

25 июня 1975 года была провозглашена Народная Республика Мозамбик. Лидером ФРЕЛИМО и первым президентом независимого Мозамбика с 1975 по 1986 год был глава ФРЕЛИМО Самора Машел. Национальным гимном страны стала песня «Viva, Viva a FRELIMO».
После обретения страной независимости Фронт стал единственной политической силой в стране. Была введена однопартийная система, Мозамбик взял курс на строительство социализма.
На третьем съезде ФРЕЛИМО в феврале 1977 года организация (с сохранением названия) была преобразована из массового революционно-демократического фронта в «авангардную партию союза рабочих и крестьян, руководствующуюся идеями марксизма-ленинизма»; последний был провозглашён «единственной научной теорией социалистического преобразования мира». Председателем ЦК партии был избран С. Машел.
29 ноября 1977 г. создана национальная Мозамбикская молодёжная организация, ориентированная на Фронт освобождения Мозамбика и вошедшая во Всемирную федерацию демократической молодёжи. Печатными органами партии выступали газета «Вож да революсау» («Voz da Revolução»), бюллетень «Болетин да селула» («Boletim da Célula»).
Важным партийным органом являлась Национальная служба народной безопасности (основана бывшим португальским лётчиком Жасинту Велозу), практиковавшая массовые репрессии.
Оппозицию ФРЕЛИМО поддерживали ЮАР и Южная Родезия, с помощью которых был создан Фронт сопротивления — РЕНАМО. Результатом стала гражданская война, длившаяся более 10 лет, и как следствие — полное обнищание страны. В 1992 году в Риме было подписано соглашение, положившее конец противостоянию.
ФРЕЛИМО запустила крупные программы по экономическому развитию, образованию и здравоохранению. Первоочередной задачей определялось развитие государственного сектора в промышленности и сельском хозяйстве, а также создание на основе объединения полунатуральных семейных крестьянских хозяйств кооперативов («коммунальные деревни»). Массовая программа иммунизации, получившая высокую оценку ВОЗ, охватила 90 % населения, и детская смертность упала на 20 % за первые пять лет. За три года (1975—1978) удалось сократить неграмотность с 95 % до 73 %. С 1977 по 1983 год наблюдался стабильный экономический рост.
Однако в 1980-х усилились кризисные явления в экономике, росло недовольство репрессиями и усилением партийного контроля над всеми сферами общественной жизни. На фоне нарастающей напряжённости президент С. Машел погиб в авиационной катастрофе после визита в Замбию в 1986 году, в чём многие усматривали руку режима апартеида в ЮАР.
На V съезде партии в июле 1989 года ФРЕЛИМО отказалась от марксизма в качестве своей официальной идеологии. В 90-е годы в Мозамбике принимается новая конституция, происходит формальное отделение партийных и государственных структур, реализуется многопартийная система, проводятся экономические реформы, рекомендованные МВФ и Всемирным банком. ФРЕЛИМО сумела успешно приспособиться к реалиям парламентской демократии и неизменно побеждает на выборах, оставаясь правящей партией страны. Она не имеет чётко выраженной идеологии после отказа от марксизма-ленинизма и характеризуется экспертами как «всеохватная» партия.